# Pseudonigrita
Genre
Le genre Pseudonigrita regroupe deux espèces de passereaux appartenant à la famille des Ploceidae.

## Liste des espèces
D'après la classification de référence (version 2.2, 2009) du Congrès ornithologique international (ordre phylogénique) :
- Pseudonigrita arnaudi – Républicain d'Arnaud
- Pseudonigrita cabanisi – Républicain de Cabanis